# Avro 547
El Avro 547 Limousine Triplane fue un avión comercial británico del período de entreguerras.

## Diseño y desarrollo
Destinado al transporte comercial de pasajeros, este aparato utilizaba numerosos elementos de construcción del Avro 504. Tenía una estructura en bosque y un recubrimiento de tela, pero adoptaba una fórmula alar de triplano, con alerones en cada ala. El fuselaje fue rediseñado, siendo más profundo y más ancho, ocupaba toda la zona del «entreplano» entre ambas alas inferiores y permitía alojar a cuatro pasajeros en una cabina cerrada, detrás del motor Beardmore de seis cilindros «en línea» de 160 hp. El piloto ocupaba una cabina abierta, desplazada hacia la izquierda y ubicada en la parte posterior de la cabina. Las pruebas en vuelo empezaron en febrero de 1920, revelando que las características de vuelo eran muy parecidas a las del Avro 504. Este primer prototipo (G-EAQX) fue comprado en noviembre de 1920 por 2798 libras esterlinas por la aerolínea Qantas, que deseaba explotar la línea Charleville-Katherine con este triplano. El primer vuelo del aparato en Australia, después de ser reensamblado, ocurrió el 2 de marzo de 1921, y terminó dañando el tren al aterrizar. El Avro 547 no estuvo reparado hasta un año más tarde y se vio inmediatamente que era inadecuado para la vegetación tropical de monte bajo australiana. Fue rápidamente retirado, y su fuselaje acabó como gallinero en una granja de Sídney.

### Avro 547A
Se construyó un segundo prototipo con un motor Siddeley Puma de 240 hp y cierto número de modificaciones, para participar en un concurso de aviones comerciales organizado por el Ministerio del Aire británico, cuyas pruebas empezaron el 3 de agosto de 1920. Presentado en Martlesham Heath por el Capitán Hamersley, este triplano (G-AAUJ) se mostró, al menos, decepcionante: no alcanzó la velocidad máxima exigida (154 km/h para los 161 km/h exigidos) y durante las pruebas, resultó dañado en un aterrizaje forzoso. Fue desmantelado en 1922.

## Versiones
547
Prototipo de avión comercial triplano, uno construido.
547A
Segundo prototipo con motor Siddeley Puma, uno construido.

## Operadores
Australia
- Qantas

## Especificaciones
Referencia datos: Avro Aircraft desde 1908

### Características generales
- Tripulación: Uno (piloto)
- Capacidad: Cuatro pasajeros
- Longitud: 9,10 m
- Envergadura: 11,36 m
- Altura: 4,40 m
- Superficie alar: 46,3 m²
- Peso vacío: 942 kg
- Peso cargado: 1360 kg
- Planta motriz: 1× motor lineal de seis cilindros refrigerado por agua Beardmore.
  - Potencia: 120 kW (160 hp)

### Rendimiento
- Velocidad máxima operativa (Vno): 154 km/h
- Velocidad crucero (Vc): 134 km/h
- Alcance: 370 km
- Régimen de ascenso: 1,7 m/s (333 pies/min)

### Desarrollos relacionados
- Avro 504

### Secuencias de designación
- Secuencia Numérica (interna de Avro): ← 544 - 545 - 546 - 547 - 548 - 549 - 551 →